# Нижний Шидлуд
Нижний Шидлуд — деревня в Можгинском районе Удмуртской республики.

## География
Находится в юго-западной части Удмуртии на расстоянии приблизительно 25 км на северо-запад по прямой от районного центра города Можга.

## История
Известна с 1717 года как деревня По речке Сунде Учи с 5 дворами. В 1802 году (уже Сунды Учи или Шидля) учтено дворов 17, в 1873 (Шидлуд)- 61, в 1893 (уже современное название) — 43, в 1905 — 52, в 1924 — 64. До 2021 года входила в состав Большеучинского сельского поселения.

## Население
Постоянное население составляло: 19 человек (1717), 94 (1767), 87 мужчин (1802), 390 человек (1873), 217 (1893), в том числе удмуртов 192 и русских 25, 294 (1905), 297 (1924), 49 в 2002 году (удмурты 96 %), 27 в 2012.